# Basili de Braga
|  | Per a altres significats, vegeu «Sant Basili». |

Basili de Braga va ser un llegendari bisbe catòlic de Braga (Portugal) entre l'any 65 i 90. És una figura fictícia, ja que l'arquebisbat de Braga no està documentat fins al començament del segle v.

## Llegenda
Segons la tradició, havia succeït al bisbat el també llegendari Pere de Rates, consagrat pel mateix apòstol Jaume el Major en el seu mític viatge a Galícia. Al seu torn, Basili era un dels tres deixebles del sant apòstol que, segons les falses cròniques hagiogràfiques dels segles xvi i xvii, van portar les relíquies de Sant Jaume de Palestina a Compostel·la, sebollint-les-hi i edificant el temple que esdevindrà amb el temps catedral de Santiago. Va ésser succeït pel també fictici Ovidi de Braga.
Malgrat la inversemblança de la història i la manca de fonament, la llegenda arribà i el culte a Sant Basili arrelà, trobant-se als breviaris i al calendari de sants, amb la data del 23 de maig. Gregori Maians fou un dels que, ja al segle xviii, van demostrar que la tradició no corresponia amb la realitat històrica.